# New World Symphony
25.791°N 80.133°W
La New World Symphony è un'accademia orchestrale americana con sede a Miami Beach, in Florida. Fondata nel 1987, l'organizzazione è un complesso per la formazione di giovani musicisti entro i 20 anni in preparazione alla carriera professionale di musica classica. Dal 2011, la New World Symphony ha la sua sede nel New World Center.

## Storia
Nel 1987 Michael Tilson Thomas fondò la New World Symphony, con l'aiuto finanziario iniziale di Ted Arison, il fondatore delle Carnival Cruise Lines. Thomas e Arison avevano visioni simili di un'orchestra di formazione che aiutasse giovani diplomati di conservatorio a trovare lavoro con le orchestre professionali. La New World Symphony diede il suo primo concerto pubblico il 4 febbraio 1988 a Miami. Al momento della morte di Arison, nel 1999, aveva contribuito con $ 62M USD per l'organizzazione.

## Operatività

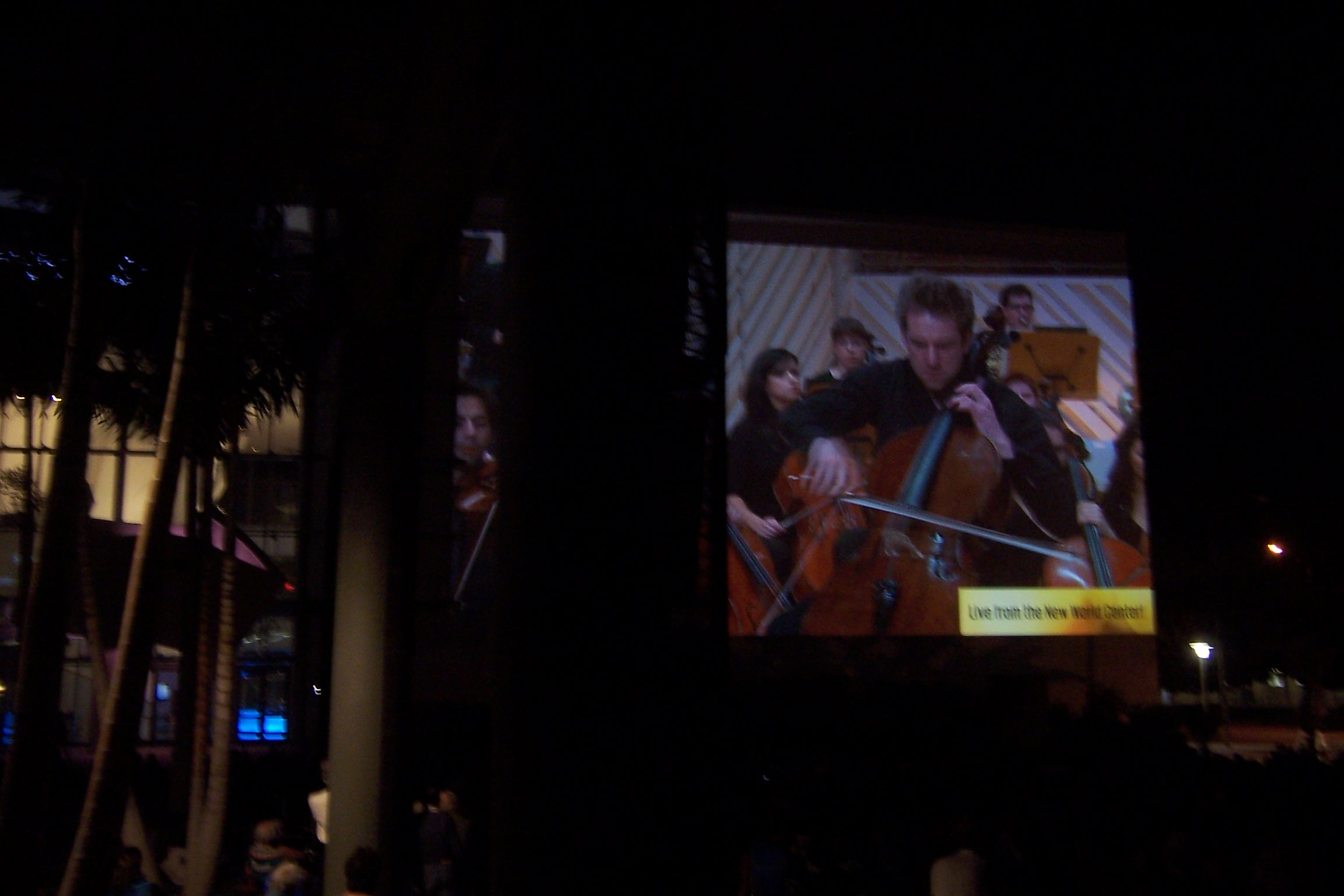
I membri della New World Symphony suonano il Concerto per violoncello di Dvorak, col solista Johannes Moser come si è visto durante un live "Wallcast" 2011 al di fuori del New World Center

La New World Symphony offre borse di studio triennali, laddove il programma offre una vasta gamma di prestazioni e opportunità di formazione in entrambe le sedi nazionali e internazionali. Il programma offre l'opportunità di progettare e presentare i propri concerti ai borsisti, che spesso rappresentano opere raramente sentite per la strumentazione inusuale. La formazione comprende anche audizioni simulate, la gestione finanziaria, le relazioni con i donatori e con i media, così come le opportunità per l'insegnamento nelle scuole locali.
La New World Symphony presenta una stagione di concerti da settembre a maggio nella sala da concerto del New World Center dotata di 756 posti. Gli spettacoli comprendono concerti orchestrali, una serie di musica da camera, una serie della musica nuova, serie di accompagnamento delle percussioni, concerti di piccoli gruppi, una serie per le famiglie e speciali feste e recital.
In data 29 giugno 2011 la New World Symphony Orchestra ha ricevuto il primo premio "Adventurous Programming" (gruppo 2 orchestre) dalla ASCAP per il suo forte impegno per la nuova musica americana.